# شاين جوزيف
شاين جوزيف هو لاعب هوكي الجليد كندي، ولد في 23 يوليو 1981 في بروكس في كندا.

## وصلات خارجية
- شاين جوزيف على موقع دوري الهوكي الوطني (الإنجليزية)
- شاين جوزيف على موقع EliteProspects.com (الإنجليزية)
- شاين جوزيف على موقع Eurohockey.com (الإنجليزية)
- شاين جوزيف على موقع HockeyDB.com (الإنجليزية)